# Municipio de Bräcke
Bräcke (en sueco: Bräcke kommun) es un municipio de la provincia de Jämtland, Suecia, en la provincia histórica de Jämtland. Su sede se encuentra en la localidad de Bräcke. El municipio actual se creó en 1971 cuando el antiguo municipio de Bräcke se fusionó con Kälarne y Revsund.

## Localidades
Hay cuatro áreas urbanas (tätort) en el municipio:
| # | Tätort      | Población |
| - | ----------- | --------- |
| 1 | Bräcke      | 1533      |
| 2 | Gällö       | 722       |
| 3 | Kälarne     | 422       |
| 4 | Pilgrimstad | 394       |

## Demografía

### Desarrollo poblacional
| Gráfica de evolución demográfica de Bräcke entre 1970 y 2015 |
|                                                              |
| Fuente: SCB                                                  |